# سليمان أبا الخيل
سليمان بن عبد الله بن حمود أبا الخيل (مواليد عام 1381هـ في محافظة البكيرية بمنطقة القصيم) هو مدير جامعة الإمام محمد بن سعود الإسلامية سابقاً وعضو هيئة التدريس في المعهد العالي للقضاء. وعالم دين سعودي شغل منصب وزير الشؤون الإسلامية والأوقاف والدعوة والإرشاد السعودي منذ صفر 1436 هـ وإلى ربيع الثاني 1436 هـ.

## المؤهلات العلمية
الثانوية: شهادة الثانوية العامة في المعاهد العلمية بالقصيم.
الجامعية: شهادة البكالوريوس في الشريعة من كلية الشريعة وأصول الدين بالقصيم - جامعة الإمام محمد بن سعود الإسلامية 1404/1405 هـ
الماجستير: في الدعوة والاحتساب من قسم الفقه بكلية الشريعة بالرياض جامعة الإمام محمد بن سعود الإسلامية 1407 هـ
الدكتوراه: في الفقه المقارن من المعهد العالي للقضاء جامعة الإمام محمد بن سعود الإسلامية 1412 هـ

## الحياة العملية
- عُين على وظيفة «معيد» بكلية الشريعة وأصول الدين في القصيم 21/9/1404هـ.
- عُين على وظيفة «محاضر» بكلية الشريعة وأصول الدين في القصيم 29/3/1409هـ.
- عُين على وظيفة «أستاذ مساعد» بكلية الشريعة وأصول الدين في القصيم 29/12/1412هـ.

## النشاط العلمي
اعتنى بجمع وترتيب وتصويب وتخريج أحاديث ونشر عددا من كتب علماء كبار

مثل كتب العلامة الشيخ ابن عثيمين (القول المفيد على كتاب التوحيد، وكتاب الشرح الممتع على زاد المستنقع).

كذلك اشتراك في تحقيق ونشر كتب للشيخ عبد الرحمن السعدي 

مثل كتاب (فقه الشيخ ابن سعدي).

وكتاب (القواعد الفقهية لابن سعدي) الصادر عن دار العاصمة للنشر

## المشاركات الإعلامية
- الكتابة في عدد من الصحف والمجلات الثقافية والعلمية منذ عام 1405 هـ.
- كاتب رسمي في جريدة عكاظ لمدة خمس سنوات في زاوية (بياض الكلمة).
- كاتب في جريدة الجزيرة لمدة ثلاث سنوات عبر صفحة المقالات.
- كاتب في الصفحة الإسلامية في جريدة الرياضية.
- المشاركة المستمرة في صحيفة الدعوة.
- المشاركة في برنامج من سير الإعلام التليفزيوني لعدد من السنوات.
- المساهمة في عدد من البرامج التلفزيونية المسجلة التي تبث على الهواء.
- إعداد وتقديم برنامج أسبوعي في إذاعة القرآن بعنوان (آيات في عظمة الله) لمدة سنتين.
- المشاركة في برنامج معكم على الهواء (الذي يقدم عبر إذاعة القرآن).
- إعداد وتقديم برنامج يومي بعنوان (نفحات رمضانية) في إذاعة القرآن الكريم عام 1423 هـ.
- إعداد وتقديم برنامج يومي بعنوان (نفحات رمضانية) في إذاعة الرياض عام 1424 هـ.
- إعداد وتقديم برنامج رمضاني يومي بعنوان (وقفات مع شهر الصيام).
- المشاركة في برنامج (ضيف وحوار) الذي يبث عبر البرنامج العام.
- المشاركة في البرنامج العام وإذاعة جدة عبر أحاديث متنوعة دينية وعلمية واجتماعية ووطنية
- المشاركة في برنامج (أهل الذكر) الذي يذاع في إذاعة القرآن الكريم.
- إعداد وتقديم برنامج دروس رمضانية لعام 1426هـ.
- إعداد وتقديم برنامج أسبوعي بعنوان (مظاهر وسطية الإسلام وسماحته (1425/1426هـ).
- المشاركة في برنامج: من منبر الحرم واللقاء المفتوح وبرنامج دوائر في قناة الإخبارية.

## 200 مليون ريال
في يونيو 2009، أعلن سليمان أبا الخيل عن أن جامعة الإمام محمد بن سعود الإسلامية رصدت أكثر من 200 مليون ريال سعودي للرقي ببوابتها الالكترونية وتحديث خدماتها الجامعية وتطوير التعليم الإلكتروني.

## إقالته
في يوم الخميس 20 ربيع الآخر 1440 هـ الموافق 27 ديسمبر 2018، أمر الملك سلمان بن عبد العزيز آل سعود بإقالته من منصبه كمدير لـ جامعة الإمام محمد بن سعود الإسلامية.

## إتهامات
أتهم أثناء فترة إدارته لجامعة الامام محمد بن سعود بالفساد والواسطة واستغلال النفوذ.